# 酒井忠匡
酒井 忠匡（さかい ただまさ）は、江戸末期の大名、明治期の日本の華族（子爵）。
左衛門尉酒井家分家8代目当主で、出羽松山藩第8代（最後）藩主、松嶺藩初代（最後）知藩事。

## 生涯
安政3年（1856年）12月19日に7代藩主・酒井忠良の三男として生まれる。明治元年（1868年）12月、父が戊辰戦争で幕府側に与したため強制隠居処分となり、家督を継いだ。
明治2年（1869年）、版籍奉還により知藩事となる。このとき、松山を松嶺と改名した。明治4年（1871年）7月、廃藩置県で免官される。
明治前期の忠匡の住居は東京市浅草区浅草にあった。当時の家扶は鈴木力、加藤寔守、中村一致。
明治17年（1884年）、華族に列して子爵となる。
明治44年（1911年）4月30日、56歳で死去した。

## 家族
父母
- 酒井忠良（父）
- 晴 ー 大岡忠固の五女（母）

妻
- 植田稙乗の娘（正妻）
- 大木喬任の娘（継妻）

子女
- 酒井忠晄（長男）
- 酒井孝子（長女） ー 木村甚三郎夫人、生母は継妻
- 酒井克子（次女） ー 賀島政一夫人